# Tom Breese
Tom Breese (ur. 26 września 1991 w Birmingham) – angielski zawodnik mieszanych sztuk walki (MMA). Mistrz brytyjskiej organizacji BAMMA z 2012 w wadze półśredniej. Były zawodnik takich federacji jak m.in: UFC, BAMMA, Cage Warriors, KSW i PFL. Podwójny mistrz holenderskiej federacji LFL w wadze średniej i półśredniej. Aktualnie związany z chorwacką organizacją FNC.

## Kariera MMA

### Wczesna kariera
Breese rozpoczął treningi MMA w wieku 16 lat. Jako odnoszący sukcesy zapaśnik i zawodnik jiu-jitsu, wygrał krajowe mistrzostwa juniorów w zapasach w stylu wolnym, a także zajął drugie miejsce na Mistrzostwa Świata IBJJF, mając wtedy fioletowy pas. Zgromadził amatorski rekord 3-0-1, zanim z powodzeniem zadebiutował w brytyjskiej organizacji BAMMA, w 2010 roku.
Przed dołączeniem do UFC walczył wyłącznie w swojej ojczystej Anglii i zgromadził niepokonany rekord 7-0.

### UFC
W październiku 2015 zadebiutował w Ultimate Fighting Championship. Podczas gali UFC Fight Night: Condit vs. Alves, która odbyła się w Brazylii pokonał Luiza Dutra Jr. przez techniczny nokaut (po ciosach) na dwie sekundy przed końcem pierwszej rundy.

### LFL
Po porażce w ostatniej walce został zwolniony z UFC i podpisał kontrakt na wiele walk z organizacją Levels Fight League. Zadebiutował przeciwko Davidowi Ramirezowi na LFL 4 w terminie 13 marca 2022 roku. Wygrał walkę przez poddanie w drugiej rundzie, zdobywając pas mistrzowski wagi średniej.
W pierwszej obronie mistrzowskiego pasa doszło do jego walki przeciwko Ahmedowi Samiemu na Levels Fight League 5 26 czerwca 2022 roku. Wygrał i obronił tytuł, poddając Samiego w drugiej rundzie przez duszenie gilotynowe.

### KSW
W sierpniu 2022 ogłoszono, że podpisał kontrakt z KSW. W pierwszej walce dla nowego pracodawcy zmierzył się z brązowy medalistą igrzysk olimpijskich w zapasach, Damianem Janikowskim. Starcie, do którego doszło 10 września 2022 w Arenie Ostrów odbyło się na gali KSW 74: De Fries vs. Prasel. Zwyciężył przez kontrowersyjne poddanie gilotyną w drugiej rundzie. Janikowski po przerwaniu walki przez sędziego Tomasza Brondera nie zgadzał się z tym werdyktem.
W drugiej walce dla polskiego giganta zmierzył się z Pawłem Pawlakiem, zastępując kontuzjowanego Bartosza Leśkę podczas listopadowej gali KSW 76. Przegrał przez techniczny nokaut w pierwszej rundzie, po otrzymanym mocnego łokcia oraz ciosach w parterze wyprowadzonych przez Polaka. Przerwanie walki przez sędziego Gerda Richtera zostawiło kontrowersje, przez niejako nielegalny łokieć wyprowadzony przez Pawlaka w tył głowy Breese'a. Po tej sytuacji wściekły Anglik wyszedł z klatki i poszarpał się z pracownikami KSW. Po gali sztab Breese’a złożył protest, jednak międzynarodowa komisja sędziowską, w skład której weszli sędziowie na co dzień pracujący w innych organizacjach zdecydowała utrzymać werdykt.
17 marca 2023 podczas KSW 80: Eskiev vs. Ruchała w Lubinie poddał duszeniem zza pleców w pierwszej rundzie Bartosza Leśko. Po walce po raz pierwszy został nagrodzony dodatkowym bonusem w kategorii poddanie wieczoru.

### Powrót do LFL i informacja o rozstaniu z KSW
W następnej walce, którą stoczył 9 lipca 2023 w Amsterdamie wystąpił poza polską organizacją, tocząc pojedynek o drugi pas dla federacji Levels Fight League. Triumf na gali LFL 9 odniósł już w pierwszej rundzie, poddając Jarosława Lecha duszeniem trójkątnym rękoma.
10 października 2023 organizacja KSW za pomocą Twittera poinformowała fanów, że zakończyła współpracę z Breesem.

### PFL i LFL
Po opuszczeniu KSW podpisał kontrakt z Professional Fighters League. W debiucie dla amerykańskiej organizacji zawalczył przeciwko Brazylijczykowi, Cleitonowi Silvie 8 grudnia 2023 podczas wydarzenia PFL Europe 4. Zwyciężył już pierwszej odsłonie, w której poddał rywala duszeniem zza pleców.
12 kwietnia 2024 w Las Vegas na gali PFL 2: 2024 Regular Season przegrał przez TKO ze zwycięzcą turnieju PFL w wadze półciężkiej, Robem Wilkinsonem.
Dwa miesiące później w Salt Lake City podczas wydarzenia PFL 5: 2024 Regular Season miał zawalczyć z finalistą turnieju wagi półśredniej PFL ówczesnego roku (2023) Sadibou Sy, jednak Breese wypadł z walki z nieznanych przyczyn.
27 października 2024 na gali LFL 14 pokonał jednogłośnie na kartach puntkowych reprezentanta Brazylii, Renato Rangela.
Podczas gali FNC 21: Batur vs. Andryszak, która odbyła się 15 lutego 2025 w Zadarze zmierzył się z byłym mistrzem FEN, Cezarym Oleksiejczukiem. Przegrał przez techniczny nokaut w pierwszej rundzie.
Niecałe dwa miesiące później, na kolejnej, 22 edycji gali FNC w Lublanie stoczył walkę ze Słoweńcem, Jakobem Nedohem. Zwyciężył w pierwszej rundzie przez poddanie.

## Osiągnięcia

### Mieszane sztuki walki
- UFC
  - Bonus za występ wieczoru (trzy razy) vs. Cathal Pendred (2015)[31], Daniel Kelly (2018)[32], KB Bhullar (2020)[33]
- BAMMA
  - 2012: Mistrz BAMMA w wadze półśredniej
- Levels Fight League
  - 2022: Mistrz LFL w wadze średniej[34]
  - 2023: Mistrz LFL w wadze półciężkiej[4]
- KSW
  - 2023: Bonus za poddanie wieczoru (raz) vs. Bartosz Leśko (2023)[18]

## Lista zawodowych walk w MMA
| Wynik     | Bilans | Przeciwnik (bilans przed walką) | Rozstrzygnięcie                                     | Runda | Czas | Rozgrywki                                 | Data       | Miejsce             | Uwagi                                                                |
| --------- | ------ | ------------------------------- | --------------------------------------------------- | ----- | ---- | ----------------------------------------- | ---------- | ------------------- | -------------------------------------------------------------------- |
| Wygrana   | 20-6   | Jakob Nedoh (8-3)               | Poddanie (dźwignia skrętowa na staw skokowy)        | 1     | 1:39 | FNC 22: Fabjan vs. Kita                   | 12.04.2025 | Lublana             |                                                                      |
| Przegrana | 19-6   | Cezary Oleksiejczuk (14-3)      | TKO (ciosy pięściami)                               | 1     | 1:30 | FNC 21: Batur vs. Andryszak               | 15.02.2025 | Zadar               | Debiut w FNC. Co-Main Event                                          |
| Wygrana   | 19-5   | Renato Rangel (9-4)             | Decyzja (jednogłośna)                               | 3     | 5:00 | Levels Fight League 14                    | 27.10.2024 | Amsterdam           | Limit umowny -92 kg.                                                 |
| Przegrana | 18-5   | Rob Wilkinson (17-2. 1 NC)      | TKO (kolano i ciosy pięściami w parterze)           | 1     | 1:10 | PFL 2: 2024 Regular Season                | 12.04.2024 | Las Vegas           | Playoffy sezonu regularnego PFL 2024 w wadze półciężkiej. Main Event |
| Wygrana   | 18-4   | Cleiton Silva (16-3. 1 NC)      | Poddanie (duszenie zza pleców)                      | 1     | 3:30 | PFL Europe 4: 2023 Championships          | 08.12.2023 | Dublin              | Kwalifikacje do głównego turnieju PFL w wadze półciężkiej.           |
| Wygrana   | 17-4   | Jarosław Lech (10-7)            | Poddanie (duszenie trójkątne rękoma)                | 1     | 2:42 | Levels Fight League 9                     | 09.07.2023 | Amsterdam           | Zdobył pas mistrzowski LFL w wadze półciężkiej. Main Event.          |
| Wygrana   | 16-4   | Bartosz Leśko (12-2-2)          | Poddanie (duszenie zza pleców)                      | 1     | 2:45 | KSW 80: Eskiev vs. Ruchała                | 17.03.2023 | Lubin               | Bonus za poddanie wieczoru. Co-Main Event.                           |
| Przegrana | 15-4   | Paweł Pawlak (20-4-1)           | TKO (cios łokciem i ciosy pięściami w parterze)     | 1     | 3:54 | KSW 76: Parnasse vs. Rajewski             | 12.11.2022 | Grodzisk Mazowiecki | Eliminator do walki o pas mistrzowski KSW w wadze średniej.          |
| Wygrana   | 15-3   | Damian Janikowski (7-4)         | Poddanie (duszenie gilotynowe)                      | 2     | 1:55 | KSW 74: De Fries vs. Prasel               | 10.09.2022 | Ostrów Wielkopolski | Co-Main Event.                                                       |
| Wygrana   | 14-3   | Ahmed Sami (7-1)                | Poddanie (duszenie gilotynowe)                      | 2     | 1:52 | Levels Fight League 5                     | 26.06.2022 | Amsterdam           | Obronił pas mistrzowski LFL w wadze średniej. Main Event.            |
| Wygrana   | 13-3   | David Ramires (8-4)             | Poddanie (duszenie zza pleców)                      | 2     | 1:46 | Levels Fight League 4                     | 13.03.2022 | Amsterdam           | Zdobył pas mistrzowski LFL w wadze średniej. Main Event.             |
| Przegrana | 12-3   | Omari Achmedow (20-5-1)         | Poddanie (duszenie trójkątne rękoma)                | 2     | 1:41 | UFC on ESPN: Chiesa vs. Magny             | 20.01.2021 | Abu Zabi            |                                                                      |
| Wygrana   | 12-2   | KB Bhullar (8-0)                | TKO (ciosy pięściami)                               | 1     | 1:43 | UFC Fight Night: Moraes vs. Sandhagen     | 11.10.2020 | Abu Zabi            | Bonus za występ wieczoru.                                            |
| Przegrana | 11-2   | Brendan Allen (13-3)            | TKO (łokcie i ciosy pięściami)                      | 1     | 4:47 | UFC Fight Night: Benavidez vs. Figueiredo | 29.07.2020 | Norfolk             |                                                                      |
| Wygrana   | 11-1   | Daniel Kelly (13-3)             | TKO (ciosy pięściami)                               | 1     | 3:33 | UFC Fight Night: Thompson vs. Till        | 27.05.2018 | Liverpool           | Debiut w kategorii średniej. Bonus za występ wieczoru.               |
| Przegrana | 10-1   | Sean Strickland (17-1)          | Decyzja (niejednogłośna)                            | 3     | 5:00 | UFC 199                                   | 04.06.2016 | Inglewood           |                                                                      |
| Wygrana   | 10-0   | Keita Nakamura (31-6-2)         | Decyzja (jednogłośna)                               | 3     | 5:00 | UFC Fight Night: Silva vs. Bisping        | 27.02.2016 | Londyn              |                                                                      |
| Wygrana   | 9-0    | Cathal Pendred (17-3-1)         | TKO (ciosy pięściami)                               | 1     | 4:37 | UFC Fight Night: Holohan vs. Smolka       | 24.10.2015 | Dublin              | Bonus za występ wieczoru.                                            |
| Wygrana   | 8-0    | Luiz Dutra Jr. (11-3-1)         | TKO (ciosy pięściami)                               | 1     | 4:58 | UFC Fight Night: Condit vs. Alves         | 30.05.2015 | Goiânia             |                                                                      |
| Wygrana   | 7-0    | Thibaud Larchet (6-1)           | Poddanie (duszenie zza pleców)                      | 3     | 4:57 | Cage Warriors 74: Dalby vs. Bahari        | 15.11.2014 | Londyn              |                                                                      |
| Wygrana   | 6-0    | Warren Kee (7-1-1)              | Poddanie (duszenie zza pleców)                      | 1     | 3:06 | BAMMA 11                                  | 01.12.2012 | Birmingham          | Zdobył pas mistrzowski BAMMA w wadze półśredniej.                    |
| Wygrana   | 5-0    | Jack Magee (7-4)                | Poddanie (duszenie trójkątne rękoma)                | 1     | 3:19 | BAMMA 10: Sinclair vs. Winner             | 15.09.2012 | Londyn              |                                                                      |
| Wygrana   | 4-0    | Mark Tucker (4-1-1)             | TKO (kolano na korpus i ciosy pięściami w parterze) | 2     | 1:40 | BAMMA 9                                   | 24.03.2012 | Birmingham          |                                                                      |
| Wygrana   | 3-0    | Qasim Shafiq (3-0)              | Poddanie (duszenie trójkątne rękoma)                | 1     | 4:20 | BAMMA 8: Manuwa vs. Rea                   | 10.12.2011 | Nottingham          |                                                                      |
| Wygrana   | 2-0    | Lee Taylor (3-2-1)              | Poddanie (duszenie zza pleców)                      | 1     | 2:26 | BAMMA 7                                   | 10.09.2011 | Birmingham          |                                                                      |
| Wygrana   | 1-0    | Shah Hussain (3-3)              | Poddanie (duszenie zza pleców)                      | 1     | 2:57 | BAMMA 4                                   | 25.09.2010 | Birmingham          |                                                                      |